# Lillie Devereux Blake
Pour les articles homonymes, voir Blake.
Lillie Devereux Blake (nom de plume : Tiger Lily), née le 12 août 1833 à Raleigh, en Caroline du Nord, est une suffragette américaine, réformatrice des droits des femmes, militante de leur émancipation et écrivaine.

## Biographie
Durant sa jeunesse, Lillie Devereux Blake écrit plusieurs romans et des articles pour la presse. En 1869, elle s'intéresse activement au mouvement du droit de vote féminin et se consacre à faire avancer la législation, à organiser des conventions, des réunions publiques, à rédiger des articles et à faire occasionnellement des tournées de conférences. Femme de caractère et maîtresse de maison exigeante, elle s'organise pour que ses activités publiques n'interfèrent pas avec ses tâches domestiques. Ses prises de parole hors de New York se font majoritairement en été, lorsque sa famille est au loin. En 1872, elle publie un roman intitulé Fettered for Life, conçu pour montrer les nombreuses difficultés que rencontrent les femmes au travail. En 1873, elle effectue une demande auprès du Columbia College afin que les jeunes femmes soient accueillies comme les jeunes hommes, en présentant une classe d'étudiantes qualifiées pour entrer à l'université. L'agitation causée par cette initiative conduit à la création du Barnard College, faculté d'arts réservée aux femmes.
En 1879, elle est élue à l'unanimité présidente de la New York State Woman Suffrage Association, un poste qu'elle occupe pendant onze ans. Au cours de cette période, elle fait une tournée de l'État chaque été, organise des conventions et mène chaque année une campagne législative, s'adressant régulièrement aux comités du Sénat et de l'Assemblée. En 1880, la loi sur le suffrage scolaire est adoptée, en grande partie grâce à ses efforts, et chaque année, des projets de loi sur le vote des femmes sont présentés et soumis au vote dans l'une ou les deux chambres législatives. En 1883, le révérend Morgan Dix DD, prononce une série de discours de Carême sur la « femme », présentant une vision des plus conservatrices de ses obligations. Lillie Devereux Blake répond à chaque conférence avec habileté, préconisant des idées plus avancées. Ses discours, imprimés sous le titre de Woman's Place To-day (New York), rencontrent un grand succès d'édition. Parmi les réformes qui l'intéressent fortement, il y a celle qui concerne les surveillantes pour prendre en charge les femmes détenues dans les postes de police. Dès 1871, elle parle et écrit sur le sujet, et grâce à ses travaux, en 1881 et 1882, des projets de loi sont adoptés par l'assemblée. Ils ne sont pas votés, en raison de l'opposition du département de police de New York. Elle continue à se battre, finit par convaincre l'opinion publique et, en 1891, une loi est adoptée pour appliquer cette réforme.
L'emploi des femmes comme agents de recensement est préconisé pour la première fois en 1880 par Lillie Devereux Blake. Elle présente ou soutient les projets de loi accordant des sièges aux vendeuses, ordonnant la présence d'une femme médecin dans chaque asile d'aliénés où des femmes sont détenues, et de nombreuses autres mesures bénéfiques pour les femmes. En 1886, Lillie Devereux Blake est élue présidente de la New York City Woman Suffrage League. Elle assiste à des congrès et prononce des discours dans la plupart des États et territoires américains, s'adresse aux comités des deux chambres du Congrès et des assemblées législatives de New York et du Connecticut. Parallèlement, elle poursuit ses travaux littéraires. Elle est présentée comme une écrivaine habile et cartésienne, une conférencière éloquente et pleine d'esprit doublée d'une charmante hôtesse. Ses réceptions hebdomadaires pendant la saison, à New York, font longtemps partie des attractions des cercles littéraires et réformateurs.

## Enfance et éducation
Elizabeth Johnson Devereux naît à Raleigh, en Caroline du Nord. Son père Georges Pollok Devereux est un riche gentleman du sud, d'origine irlandaise du côté de son père. La mère de Georges, Frances Pollok, est une descendante de Sir Thomas Pollok, l'un des premiers gouverneurs de Caroline du Nord. Sarah Elizabeth Johnson, mère d'Elisabeth, est la fille du juge Samuel William Johnson, de Stratford, Connecticut. C'est aussi une petite-fille de William Samuel Johnson, membre du Stamp Act Congress, des quatrième et cinquième congrès continentaux, et de la Convention fédérale, sénateur du Connecticut et président du Columbia College. Son père, le révérend Samuel Johnson DD, est le fondateur et premier président de cette université, nommée à l'époque King's College. M. et Mme Devereux sont tous les deux des descendants du révérend Jonathan Edwards DD.
Lillie Devereux Blake passe une grande partie de son enfance à Roanoke, en Virginie. C'est M. Devereux qui appelle sa fille « Lilly », nom qu'elle adopte plus tard comme le sien. Il est propriétaire d'une plantation en Caroline du Nord. Il meurt en 1837. Sa veuve et ses filles déménagent à New Haven, où Mme Devereux est connue pour l'hospitalité généreuse qu'elle offre dans sa maison, Maple Cottage.
Lillie Devereux Blake étudie à l'école pour filles Miss Apthorp à New Haven, avant de suivre les cours du Yale College dispensés à domicile par des tuteurs,. Son lien avec Yale vire au scandale quand cette jeune fille de bonne famille, écrit à 16ans qu'elle a l'intention de réparer les torts causés à son sexe en jouant avec le cœur des hommes. Bien qu'elle abandonne ensuite ce mode d'expression de son féminisme, ses difficultés pour exprimer son indépendance dans un milieu social très corseté, sont un thème constant dans sa vie. Un étudiant de premier cycle de Yale, William HL Barnes, est expulsé pour avoir été impliqué avec elle dans ce qu'on a appelé une affaire honteuse. Il se trouve que cet étudiant est un admirateur passionné de Lillie Devereux. Elle le rejette et il riposte en racontant des histoires faisant état d'une relation sexuelle. Il est puni par le collège pour avoir l'avoir mise en cause. Dans son autobiographie, Lillie Devereux Blake nie toute affaire honteuse et regrette l'expulsion de l'étudiant. Elle note également que l'histoire n'est pas prise à l'époque très au sérieux dans les cercles de la bonne société car elle continue à recevoir des offres de mariage.

## Carrière

### Écrivaine
En 1855, elle épouse Frank Geoffrey Quay Umsted, un avocat de Philadelphie. Ils élisent domicile à Saint-Louis, au Missouri puis à New York. Sa première fille. Elizabeth, naît en 1857; sa deuxième fille, Katherine, naît l'année suivante. M. Umsted meurt en 1859 (après s'être apparemment suicidé), la laissant avec deux enfants à charge. A cette époque, elle a déjà commencé à écrire pour la presse une de ses premières histoires, A Lonely House parue dans l'Atlantic Monthly. Elle publie également Southwold (1859), un roman, qui connaît un succès certain. La fortune dont elle a hérité est en grande partie écornée, et la jeune veuve commence à travailler assidument, écrivant des histoires et des lettres, réalisant des croquis pour plusieurs grands périodiques. Elle vit la plupart du temps avec sa mère à Stratford, Connecticut. mais passe quelques hivers à Washington DC et à New York. En 1862, elle publie un deuxième roman, appelé Rockford, suivi de plusieurs autres. Cependant, ce qui lui rapporte le plus d'argent et de célébrité, c'est son travail en tant que correspondante à Washington DC pendant la guerre civile. Elle est engagée comme correspondante pour plusieurs publications, notamment le New York Evening Post, le New York World, Philadelphia Press et Forney's War Press.
La première fiction de Lillie Devereux Blake prend pour modèle les fictions sentimentales populaires à cette époque, mais de manière subversive. Ses histoires pour des magazines populaires, publiées sous son propre nom et divers nom de plume, dépeignent des protagonistes féminines à forte personnalité, plongées dans des intrigues sentimentales banales. Ces écrits reflète sa résistance personnelle devant les rôles que l'on lui attribue dans la réalité. Plus tard, sa fiction se teinte du réalisme qu'elle acquiert de son expérience de journaliste. Ceci traduit une conscience plus explicite des problèmes des femmes. Son roman le plus célèbre Fettered for Life, ou, Lord and Master: A Story of To-Day est une tentative pour attirer l'attention sur la multitude et la complexité des problèmes auxquels sont confrontées les femmes. Lorsque la guerre de sécession éclate, elle travaille comme correspondante pour plusieurs journaux, dont le New York Evening Post, le New York World, Philadelphia Post et le War Pres. Les récits détaillés et vivants de Lillie Devereux sur les événements qui se déroulent la rendent célèbre. Lors de sa visite à la Maison Blanche, elle rencontre le président Abraham Lincoln, Andrew Johnson et le général Ulysses S. Grant.
Lillie Devereux Blake est l'auteur de la loi introduisant des surveillantes dans les postes de police, adoptée en 1891. C'est une écrivaine passionnée et prolifique. Parmi ses ouvrages, citons aussi: Fettered for Life (1872), un roman traitant de la question du droit de vote des femmes; Woman's Place To-day  (1883), une série de conférences en réponse aux sermons de carême du Dr Morgan Dix sur « L'appel d'une femme chrétienne »; A Daring Experiment (1894),
Lillie Devereux Blake écrit pour le magazine The Knickerbocker en 1858 l'histoire fictive d'une femme, Melissa, qui assassine son tuteur, sourd à son amour, en l'abandonnant dans une grotte sans lampe. Selon l'histoire, Melissa retourne dans la grotte quinze ans plus tard, pour mettre fin à ses propres souffrances. Le chercheur Joe Nickell écrit pour le magazine Skeptical Inquirer que cela donne aux « crédules croyant aux fantômes... la confirmation de leurs superstitions », car ils racontent avoir entendu Melissa pleurer et appeler son tuteur assassiné. Joe Nickell affirme qu'il est courant d'entendre des sons dans des grottes, que « le cerveau interprète (comme des mots et des pleurs)... ça s'appelle la paréidolie ». Joe Nickell ne pense pas que Lillie Devereux ait voulu écrire une histoire de fantômes. Cependant, son récit est embelli au fil des ans, par des lecteurs qui ajoutent que Melissa est morte de tuberculose, raison pour laquelle ils ont entendu tousser dans la grotte. Il existe plusieurs versions du conte et Melissa est une pure fiction. Toutefois Lillie Devereux a bien visité Mammoth Cave avec son mari Frank Umsted, « voyageant en train, à vapeur et en diligence ».

### Le droit de vote
En 1866, Lillie Devereux épouse Grinfill Blake, un riche marchand de New York. Elle s'y installe à ses côtés.
Lillie Devereux Blake témoigne devant la Commission constitutionnelle de New York en 1873 en faveur du vote des femmes. Avec Matilda Joslyn Gage, elle signe la Déclaration des droits des femmes du centenaire de 1876. Elle est présidente de la New York State Woman's Suffrage Association de 1879 à 1890 et de la New York City Woman's Suffrage League de 1886 à 1900. Blake est également présidente du comité des conseils législatifs de la National American Woman Suffrage Association, de 1895, date de sa création, jusqu'en 1899, date à laquelle celle-ci est dissoute par Susan B. Anthony.

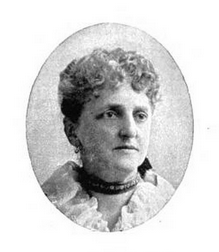
Lillie Devereux Blake (1894).

Lillie Devereux Blake rompt complètement avec la National American Woman Suffrage Association en 1900, lorsque Susan B. Anthony, prenant sa retraite, choisit Carrie Chapman Catt et Anna Howard pour lui succéder à la tête de l'organisation. Blake a retiré sa candidature au nom de la concorde. En effet, Blake et Anthony sont en désaccord depuis des années sur l'objectif fondamental du mouvement des femmes. Anthony veut se concentrer exclusivement sur le droit de vote; Blake veut défendre une réforme plus large. Cette division sur la stratégie est le fruit d'une fracture idéologique plus profonde. Blake développe une théorie du genre, radicale pour son époque. Elle soutient que les rôles dévolus au genre sont des comportements acquis, alors que les femmes et les hommes partagent une nature commune. Par conséquent, les femmes doivent avoir les mêmes droits que les hommes dans tous les domaines. Anthony et ses soutiens font plutôt valoir la nature unique des femmes, leur sphère séparée et leur autorité morale innée pour justifier leur droit de voter. Ce conflit, auquel Blake prend part, entre autres, contribue à expliquer la façon dont on se souvient d'elle, ou pas, dans le mouvement féministe.

### Ligue Législative Nationale
Lillie Devereux Blake crée ensuite la Ligue législative nationale. Elle travaille sur l'amélioration des lois sur l'immigration pour les femmes et la promotion de l'égalité dans la société. En outre, Blake contribue à créer des pensions pour les infirmières de la guerre de sécession et à faire accorder aux mères la garde conjointe de leurs enfants. Elle veut impliquer les femmes dans les affaires civiques et les encourage à étudier le droit à l'école.

### Promotion de la mixité
C'est l'une des actives promotrices du mouvement qui aboutit à la fondation du Barnard College. En 1869, elle visite le Bureau des femmes à New York et peu de temps après, commence à discourir à travers tous les États-Unis en faveur de l'émancipation des femmes. Elle acquiert une réputation de libre penseuse et gagne en renommée lorsqu'elle réplique aux célèbres conférences de Morgan Dix, un membre du clergé qui affirme que l'infériorité de la femme est reconnue dans la Bible. Les conférences de Blake, publiées sous le nom de Woman's Place To-Day, rejettent cette idée, affirmant par exemple que si Eve est inférieure à Adam sous prétexte qu'elle a été créée après lui, alors, selon la même logique, Adam est inférieur aux poissons.
PS 6, organisation d'éducation publique, dans l'Upper East Side de Manhattan porte son nom[réf. souhaitée].

### Attribution
- Cet article inclut des textes issus d'une publication désormais dans le domaine public:(en) « Lillie Devereux Blake », dans New International Encyclopedia [détail des éditions]
- Cet article contient des extraits d'une publication dont le contenu se trouve dans le domaine public. Frances Elizabeth Willard et Mary Ashton Rice Livermore, A Woman of the Century: Fourteen Hundred-seventy Biographical Sketches Accompanied by Portraits of Leading American Women in All Walks of Life, Moulton, 1893, Public domain éd. (lire en ligne), 95